# Paroisse de Blackville
Ne doit pas être confondu avec Blackville.
La paroisse de Blackville est à la fois une paroisse civile et un ancien district de services locaux (DSL) canadien situé dans le comté de Northumberland, au centre Nouveau-Brunswick. Dans le cadre de la réforme de la gouvernance locale du 1er janvier 2023, le territoire du DSL a été réparti entre la communauté rurale de Miramichi River Valley d'une part et le district rural de Grand Miramichi.

## Toponyme
La paroisse est nommée ainsi d'après le village de Blackville qu'elle contient.

## Géographie

### Villages et hameaux
La paroisse de Blackville comprend les hameaux de Arbeau Settlement, Barnettville, Bartholomew, Breadalbane, Coughlan, Dunphy, Gray Rapids, Flat Landing, Howard, Keenan Siding, Lockstead, Munsons Landing, Shinnickburn, Smiths Crossing, The Lots, Upper Blackville, Upper Blackville Bridge et White Rapids.

## Histoire
Des artéfacts micmacs ont été découverts à l'embouchure de la rivière Cains, un endroit susceptible d'avoir abrité un campement selon William Francis Ganong.
Blackville est fondé avant 1801 par des Loyalistes originaires de la basse vallée du fleuve Saint-Jean et des personnes de Miramichi, surtout des Écossais. L'embouchure de la rivière Cains est colonisé vers 1800 par des néo-brunswickois. Ces colons s'établissent jusqu'au niveau de la rivière Sabbies vers 1818. Des immigrants irlandais colonisent la rivière en amont de ce point vers 1825. Howard, face à l'embouchure de la rivière Cains n'est toutefois colonisé qu'en 1825 par des immigrants irlandais. Tout d'abord un établissement forestier, le village compte quelques commerces et 22 maisons en 1832 mais devient petit à petit qu'un simple village agricole.
En 1825, la paroisse de Blackville est l'un des endroits les plus touchés par les Grands feux de la Miramichi, qui dévastent entre 10 000 km2 et 20 000 km2 dans le centre et le nord-est de la province et tuent en tout plus de 280 personnes,.
Breadalbane est arpenté en 1856 mais non colonisé. Lockstead est fondé vers 1878 grâce à la Free Grants Act (Loi sur les concessions gratuites) par des colons néo-brunswickois originaires de diverses localités. Breadalbane-Est, désormais simplement Breadalbane, est colonisé en à partir de 1879 par des habitants des localités environnantes, grâce à la même loi.
Il y avait un aéroport à Upper Blackville Ridge.
La municipalité du comté de Northumberland est dissoute en 1966. La paroisse de Blackville devient un district de services locaux en 1967.

## Démographie
| 2001  | 2006  | 2011  | 2016  |
| ----- | ----- | ----- | ----- |
| 2 421 | 2 347 | 2 215 | 2 028 |

## Économie
Entreprise Miramichi, membre du Réseau Entreprise, a la responsabilité du développement économique.
L'économie est basée sur l'exploitation forestière et l'agriculture.

## Administration

### Comité consultatif
En tant que district de services locaux, la paroisse de Blackville est en théorie administrée directement par le Ministère des Gouvernements locaux du Nouveau-Brunswick, secondé par un comité consultatif élu composé de cinq membres dont un président. Il n'y a actuellement aucun comité consultatif.

### Commission de services régionaux
La paroisse de Blackville fait partie de la Région 5, une commission de services régionaux (CSR) devant commencer officiellement ses activités le 1er janvier 2013. Contrairement aux municipalités, les DSL sont représentés au conseil par un nombre de représentants proportionnel à leur population et leur assiette fiscale. Ces représentants sont élus par les présidents des DSL mais sont nommés par le gouvernement s'il n'y a pas assez de présidents en fonction. Les services obligatoirement offerts par les CSR sont l'aménagement régional, l'aménagement local dans le cas des DSL, la gestion des déchets solides, la planification des mesures d'urgence ainsi que la collaboration en matière de services de police, la planification et le partage des coûts des infrastructures régionales de sport, de loisirs et de culture; d'autres services pourraient s'ajouter à cette liste.

### Chronologie municipale

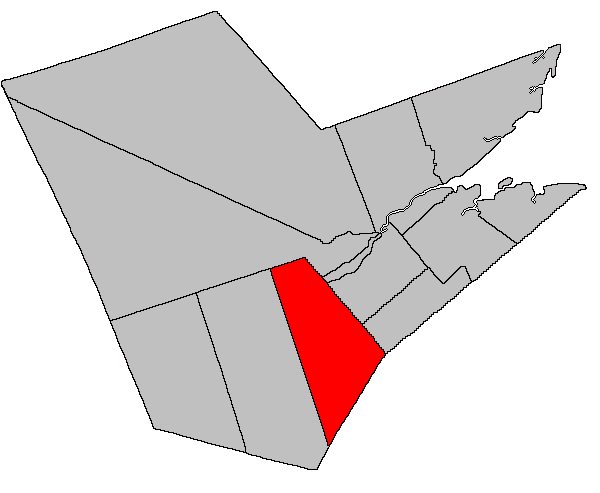
Situation sur une carte des paroisses civiles du comté de Northumberland (certains DSL et municipalités ne sont donc pas montrés).

### Représentation et tendances politiques
Nouveau-Brunswick: La paroisse de Blackville fait partie de la circonscription provinciale de Miramichi-Sud-Ouest, qui est représentée à l'Assemblée législative du Nouveau-Brunswick par Jake Stewart, du Parti progressiste-conservateur. Il fut élu en 2010.
 Canada: La paroisse de Blackville fait partie de la circonscription électorale fédérale de Miramichi, qui est représentée à la Chambre des communes du Canada par Tilly O'Neill-Gordon, du Parti conservateur. Elle fut élue lors de la 40e élection fédérale, en 2008.

## Vivre dans la paroisse de Blackville
Arbeau et Upper Blackville Ridge dispose chacun d'une église. Une autre est située dans l'extrémité ouest du territoire, le long de la route 8. L'église St. Agnes, de Gray Rapids, est une église anglicane faisant partie de la paroisse de Derby et Blackville.
Il y a un bureau de poste à Upper Blackville. Le détachement de la Gendarmerie royale du Canada le plus proche est situé à Blackville.
Les anglophones bénéficient du quotidien Telegraph-Journal, publié à Saint-Jean et de l'hebdomadaire Miramichi Leader, publié à Miramichi. Les francophones bénéficient quant à eux du quotidien L'Acadie nouvelle, publié à Caraquet, ainsi que de l'hebdomadaire L'Étoile, de Dieppe.